# Švédsko na Zimních olympijských hrách 1980
Švédsko na Zimních olympijských hrách 1980 v Lake Placid reprezentovalo 61 sportovců, z toho 49 mužů a 12 žen. Nejmladším účastníkem byla Anneli Näsströmová (18 let, 107 dní), nejstarším pak Carl-Erik Eriksson (49 let, 279 dní). Reprezentanti vybojovali 4 medaile, z toho 3 zlaté a 1 bronzovou.

## Medailisté
| Medaile | Jméno | Sport           | Disciplína       |
| ------- | --- | --------------- | ---------------- |
| Zlato   | Ingemar Stenmark | Alpské lyžování | muži slalom      |
| Zlato   | Ingemar Stenmark | Alpské lyžování | muži obří slalom |
| Zlato   | Thomas Wassberg | Běh na lyžích   | muži 15 km       |
| Bronz   | Mats Waltin Ulf Weinstock Lennart Norberg Tommy Samuelsson Dan Söderström Per Lundqvist Lars Molin Mats Näslund William Löfquist Harald Lückner Bengt Lundholm Leif Holmgren Tomas Jonsson Pelle Lindbergh Håkan Eriksson Jan Eriksson Thomas Eriksson Mats Åhlberg Sture Andersson Bo Berglund | Lední hokej     | turnaj mužů      |